# اعتماد على البنزوديازيبين
الاعتماد على البنزوديازيبين هو اسم يُطلق على مجموعة من الأدوية المُهدِّئة شائعة الاستعمال. تعمل هذه الأدوية على الجهاز العصبي المركزي أي المخ بهدف تهدئة الأعصاب، إرخاء العضلات، وتقليل التَّوتُّر. إدمان البنزوديازيبين يعتبر من إدمان أو الاعتماد «المنومات والمهدئات» لفترات طويلة ولوكان علاجيا وبجرعات صغيرة  من غير وصف السلوك الاعتمادي

## أعراض إدمان البنزوديازيبين
أعراض معاقرة البنزوديازيبين والإدمان عليها ليست ظاهرة للعيان دائمًا، والشخص المُدمن يمكن أن يكون غير واعٍ لحالته. يتناول المُدمنون كميَّات من الدواء أكبر من المنصوح بها أو أنهم يستمرون في تناولها دون وجود سبب طبي يُحلل ذلك. قد يظهر على الشخص علامات عامَّة مثل التَّغيُّر في التَّصرفات، تراجع في العلاقات، تراجع في العمل أو التعليم.
قد يعاني الشخص من القلق المُزمن، الاكتئاب، أوجاع الرأس، الضعف، الأرق، فقدان الشهيَّة عن الطعام  وعند محاولته ترك الدواء يتعرَّض لعوارض عدَّة تُسمى بعوارض متلازمة الإقلاع عن البنزوديازيبين (Benzodiazepine withdrawal syndrome) تظهر عادةً في اليوم الثالث والرابع لإستهلاك الجرعة الأخيرة، وهي تتضمن:
- ألقلق، نوبات الخوف.
- ألأرق، ألكوابيس الليليَّة.
- عدم الرَّاحة وفقدان القدرة على التركيز.
- تشنُّج العضلات.
- ألدُّوار.
- تخدير وتنميل الأطراف.
- ألحساسية المُفرطة للضجة، والضوء.
- أوجاع الرَّأس.
- العصبية الزائدة.
- ألغثيان والتقيؤ.
- نبضات القلب السريعة، ضغط الدم المرتفع.
- ألعرق المُفرط.
- تغيُّر في المزاج.

نوع وكثافة الأعراض تختلف من شخصٍ لآخر ولا يمكن تنبُّؤها مُقدَّمًا، لكن هناك قاعدتان أساسيتان بهذا الشأن:
- كلَّما طال استعمال الشخص للدَّواء أكثر كلما كان تعلقه فيه أكبر، وبالتالي عوارضه تكون أصعب. سرعة الفطام من الدَّواء: فطام تدريجي يؤدّي إلى عوارض أخف من فطامٍ حاد.
- إن الإقلاع عن تناول البنزوديازيبين بشكلٍ حاد قد يسبب عوارض في غاية الخطورة وتتطلَّب تدخُّل طبي، منها:

نوبات الصَّرع.
حالة الجامود (Catatonia).
ألإنتحار.
ألوهام (Delusion).
إيذاء الآخرين أو ممتلكاتهم.
ألبلبلة وحتى الغيبوبة.
ألهوس.
ألذُّهان (Psychosis).
هذيان ارتعاشي (Delerium tremens): وهي حالة هذيان مُصاحبة بارتعاش الجسم، درجة حرارة عالية، نبضات قلب سريعة، ضغط دم مرتفع وغيرها. حالة طوارئ يجب تشخيصها ومعالجتها بسرعة فقد تكون مميتة.

## الأســباب
عائلة «البنزوديازيبين» تنتمى إلى مجموعه مثبطات الجهاز العصبي المركزي، وتدخل في تركيب الكثير من الادوية التي تستخدم كمهدئات أو مطمئنات Sedatives, أو منومات Hypnotics, فالجرعات القليلة منها تستخدم كمهدئات ومطمئنات، والجرعات المتوسطة تستخدم كمزيلة للتوتر، أما الجرعات العالية فتستخدم كمنومات وتعمل من خلال تأثيرها على بعض الموصلات العصبية في المخ مثل «البنزوديازبين» وأدويتها من بيوتيريك أسيد GABA, وتعد مجموعه «البنزوديازبين» وادويتها من أكثر الادوية استخداما على مستوى العالم ومن بين الادوية التي تؤثر على الجهاز العصبي المركزي والتي يمكن أن تسبب إدمانا، وهناك مايقرب من 35 دواءا ينتج على مستوى العالم منها 20 دواءا في الولايات المتحده 16 في كندا تنتمى كلها إلى هذة المجموعه وتختلف عن بعضها في سرعه احداث التأثير المطلوب على الجهاز العصبي وطول الفترة التي يدوم فيها هذا التأثير.

### عوامل المخاطرة
وتعد مجموعه «البنزوديازيبين» من ضمن مجموعات الجدول الرابع من المخدرات، والاستخدام اليومى لاى من أدوية هذه المجموعه يمكن أن يؤدى إلى إدمانها حتى لو كان استخدامها في البداية من أجل العلاج، فعلى كل من الطبيب والمريض أن يراعيا هذا عند استخدام مثل هذة المهدئات ويراعى عدم استخدامها لمده طويلة إلا بناء على نصيحة طبيب متخصص لان ايقافها بشكل مفاجئ يصيب باعراض انسحاب جسدية يعانيها المريض لذا ينبغى التأنى في استخدام مثل هذة الادوية والتدرج في ايقافها أيضا حيث أن الأعراض الجسدية التي يشعر بها المريض عند التوقف عن الدواء تشبه الأعراض التي يشعر بها مدمن الكحول عندما يتوقف عن التعاطى بشكل مفاجئ غير متدرج أو مدروس وربما تكون الأعراض اشدفى حاله التوقف المفاجئ عن تلك المهدئات مما يستدعى متابعه المريض والاشراف الطبى عليه داخل المستشفى والذي يمكن أن يفعله من يتناول هذه المهدئات لفترات طويله وهو التدرج في ايقافها وألا يحاول ايقافها بشكل مفاجئ حتى يقلل من المضاعفات الجانبية والأعراض التي يمكن أن يصاب بها بسبب توقفه المفاجئ عن تعاطى الدواء.

## الاثر الذي يحدثه البنزوديازيبين
يعتمد تأثير الدواء على عدة عوامل منها:
1. نوع وشدة المرض الذي تم تعاطي الدواء بسببه.
2. الكمية التي يتناولها المريض والجرعات التي يتناولها في كل مره.
3. الشكل الذي يتناول به المريض الدواء في الحقن مثلاً يسبب الإدمان أسرع من الحبوب والأقراص.
4. شخصية المريض وخبرته السابقه مع الإدمان.
5. طول فترة تعاطى الدواء.
6. الظروف التي يمر بها المتعاطي وحالته النفسية والبيئة التي يعيش فيها ومدى سهولة الحصول على الدواء والمواد الأخرى التي يدمنها.
7. الأدوية الأخرى التي يتناولها المدمن ومدى مايحدث من تفاعل بينهما.

والتأثير العلاجي الذي يحدثه البنزوديازيبين عندما يكتب بالجرعات المناسبة للمريض المناسب يمكن أن يساعد في علاج حالات التوتر والقلق كما يساعد على النوم الهادئ إلا أن ارتباط المريض به وتناوله لفترات طويلة يجعله يزيد من الجرعات التي يتناولها حتى يحدث الاثر المطلوب مما يدخله دائرة الإدمان.
والجرعات العالية من هذه الأدوية تؤثر على حدة الذكاء عند الإنسان وعلى حضوره الذهني كما تؤثر على التناغم العصبي الحركي وكلما تقدم الإنسان في العمر ينبغي أن نقلل له من الجرعة التي يتعاطها حتى لا تؤثر على جهازة العصبي كما تؤثر الجرعات العاليه على طلاقة اللسان والكلام وتسبب ثقلاً في اللسان وفي الحركة وتنميلا في الأطراف وعدم التركيز مما يمنع المتعاطي من الوقوف أمام الماكينات مثلاً أو قيادة السيارات كما تؤثر على القدرة على الحفظ والتعلم حتى مع الجرعات الطبية العاديه وتصبح هذه الأعراض أكثر خطورة إذا تزامن تعاطي هذه الأدوية مع تعاطي الكحول أو مضادات الحساسية أو التي قد تكون موجوده في أدوية البرد والسعال والحساسية وغيرها.

## علاج إدمان البنزوديازيبين
تشخيص الإدمان على البنزوديازيبين قد يكون صعبًا بسبب محاولة الشَّخص أو عائلته تخبئة الأمر.
علاج الإدمان على البنزوديازيبين غالبًا ما يتم في المنزل حيث يقوم الطبيب بإرشاد الشخص المُدمن على تنزيل مقدار الدَّواء تدريجيًّا في البداية لمنع أعراض الامتناع الحادَّة وبعد ذلك يتم وقف تناول الدَّواء نهائيًّا.
دعم الأهل والأصدقاء يُعتبر ركنًا هامًّا في علاج الإدمان على أنواعه.
إذا كان الإدمان على الدَّواء صعبًا وحالة المريض سيِّئة، أو أنَّه يفتقد للدَّعم الاجتماعي يمكن إستشفائه في مراكز خاصَّة للفطام.

## وصلات خارجية
- Benzodiazepines: How they work and how to withdraw by Professor Heather Ashton
- اعتماد على البنزوديازيبين على مشروع الدليل المفتوح